# Luca Sito
Luca Sito (Milano, 12 maggio 2003) è un velocista italiano, attuale primatista nazionale dei 400 metri piani.
Con la maglia della nazionale ha partecipato agli Europei di Roma 2024, vincendo due medaglie d'argento nella staffetta 4×400 metri e nella staffetta 4×400 metri mista. A livello giovanile è stato campione europeo under 23 della staffetta 4×400 metri a Espoo 2023, stabilendo nell'occasione il primato italiano di categoria che tuttora detiene.

## Biografia
Nato e cresciuto a Milano da padre napoletano e madre piacentina, prima di dedicarsi all'atletica si è cimentato nel calcio. Ha frequentato il liceo linguistico presso l'Istituto Zaccaria di Milano, diplomandosi nel 2021. Successivamente si è iscritto ad un corso di laurea in comunicazione.
In occasione degli Europei under 23 di Espoo 2023 ha vinto la medaglia d'oro nella staffetta 4×400 metri (insieme a Riccardo Meli, Francesco Domenico Rossi e Lorenzo Benati), stabilendo il primato italiano under 23 della specialità (nonché miglior prestazione europea stagionale di categoria) con il tempo di 3'02"49.
Nell'aprile 2024 ha migliorato il suo primato personale dei 400 metri piani portandolo a 45"65 in occasione del Firenze Sprint Festival e un mese dopo ha fatto parte della staffetta 4×400 m italiana ai Mondiali di staffetta di Nassau. Sempre in maggio, a Montreuil, ha ulteriormente migliorato il suo primato personale correndo in 45"35.
Agli Europei di Roma 2024 ha vinto la medaglia d'argento nella staffetta 4×400 metri mista e nella staffetta 4×400 metri, mentre nella gara individuale dei 400 metri piani ha stabilito in semifinale il nuovo record italiano sulla distanza con il tempo di 44"75 (battendo il precedente primato detenuto da Davide Re), classificandosi quinto in finale con il tempo di 45"04.
Alle Olimpiadi di Parigi raggiunge la finale della staffetta mista 4 x 400 (Luca Sito, Giancarla Trevisan, Edoardo Scotti, Alice Mangione), arrivando 6i con il tempo di 3'11"84.
Per quanto riguarda le gare individuali, nei 400m ha superato la batteria giungendo 3º con il tempo di 44"99. La semifinale l'ha corsa in 45"01 conquistando così il 5º posto, non sufficiente per qualificarsi alla finale. Alla fine, fra i tempi combinati, sarà 16°.
Raggiunge la finale anche con la staffetta 4 x 400 di genere (Luca Sito, Vladimir Aceti, Edoardo Scotti, Alessandro Sibilio), grazie anche alla squalifica della Nigeria in batteria, arrivando poi a posizionarsi 7i (2'59"72).
Durante la stagione 2024 partecipa inoltre a due tappe della Diamond League. La sua prima apparizione nel circuito avviene in occasione del meeting di Monaco dove corre in 45"26, posizionandosi 7º. Il suo secondo appuntamento, invece, ha luogo a Roma nell'occorrenza del Golden Gala. Nel meeting casalingo mette a referto una prestazione da 45"25 che gli vale la 9ª posizione.

## Record nazionali
Seniores
- 400 metri piani: 44"75 ( Roma, 9 giugno 2024)

Promesse (under 23)
- 400 metri piani: 44"75 ( Roma, 9 giugno 2024)
- 400 metri piani indoor: 46"15 ( Ancona, 23 febbraio 2025)
- Staffetta 4×400 metri: 3'02"49 ( Espoo, 16 luglio 2023) (Luca Sito, Riccardo Meli, Francesco Domenico Rossi, Lorenzo Benati)

## Progressione

### 400 metri piani
| Stagione | Tempo | Luogo    | Data      | Rank. Mond. |
| -------- | ----- | -------- | --------- | ----------- |
| 2024     | 44"75 | Roma     | 9-6-2024  |             |
| 2023     | 46"31 | Agropoli | 18-6-2023 |             |
| 2022     | 46"82 | Rieti    | 10-7-2022 |             |
| 2021     | 48"09 | Grosseto | 12-6-2021 |             |

### 400 metri piani pista corta
| Stagione | Tempo    | Luogo  | Data      | Rank. Mond. |
| 2025     | 46"15    | Ancona | 23-2-2025 |             |
| -------- | -------- | ------ | --------- | ----------- |
| 2024     | 48"36(i) | Ancona | 17-2-2024 |             |
| 2021     | 50"25(i) | Padova | 14-2-2021 |             |

## Palmarès
| Anno | Manifestazione  | Sede      | Evento        | Risultato  | Prestazione | Note                                     |
| ---- | --------------- | --------- | ------------- | ---------- | ----------- | ---------------------------------------- |
| 2022 | Mondiali U20    | Cali      | 400 m piani   | Batteria   | 48"03       |                                          |
| 2022 | Mondiali U20    | Cali      | 4×400 m       | Batteria   | 3'08"55     |                                          |
| 2023 | Europei U23     | Espoo     | 400 m piani   | Semifinale | 46"34       |                                          |
| 2023 | Europei U23     | Espoo     | 4x400 m       | Oro        | 3'02"49     | Miglior prestazione nazionale under 23   |
| 2024 | World Relays    | Nassau    | 4×400 m       | 5º         | 3'01"60     |                                          |
| 2024 | Europei         | Roma      | 400 m piani   | 5º         | 45"04       | [ 8 ]                                    |
| 2024 | Europei         | Roma      | 4×400 m       | Argento    | 3'00"81     | Miglior prestazione personale stagionale |
| 2024 | Europei         | Roma      | 4×400 m mista | Argento    | 3'10"69     | Record nazionale                         |
| 2024 | Giochi olimpici | Parigi    | 400 m piani   | Semifinale | 45"01       | [ 9 ]                                    |
| 2024 | Giochi olimpici | Parigi    | 4×400 m       | 7º         | 2'59"72     | Miglior prestazione personale stagionale |
| 2024 | Giochi olimpici | Parigi    | 4×400 m mista | 6º         | 3'11"84     |                                          |
| 2025 | Europei indoor  | Apeldoorn | 400 m piani   | Batteria   | 46"67       |                                          |
| 2025 | Europei U23     | Bergen    | 400 m piani   | Semifinale | 46"56       | [ 10 ]                                   |
| 2025 | Europei U23     | Bergen    | 4x400 m       | 6º         | 3'06"91     | [ 11 ]                                   |

## Campionati italiani
- 1 volta campione italiano assoluto indoor dei 400 metri piani (2025)
- 2 volte campione italiano assoluto della staffetta 4×400 metri (2022, 2023)
- 2 volte campione italiano assoluto indoor della staffetta 4×400 metri (2023, 2024)
- 1 volta campione italiano under 23 dei 400 metri piani (2023)
- 1 volta campione italiano under 23 della staffetta 4×400 metri (2023)
- 1 volta campione italiano under 20 dei 400 metri piani (2022)

2021
- Eliminato in batteria ai campionati italiani juniores, 200 m piani - 21"94
- 5º ai campionati italiani juniores, 400 m piani - 48"09

2022
- Eliminato in batteria ai campionati italiani assoluti, 400 m piani - 47"31
- Oro ai campionati italiani assoluti, staffetta 4×400 m - 3'06"42
- Oro ai campionati italiani juniores, 400 m piani - 46"82

2023
- Oro ai campionati italiani assoluti, staffetta 4×400 m - 3'10"34
- Oro ai campionati italiani assoluti indoor, staffetta 4×400 m - 3'13"40
- Oro ai campionati italiani promesse, 400 m piani - 46"31
- Oro ai campionati italiani promesse, staffetta 4×400 m - 3'08"66

2024
- Bronzo ai campionati italiani assoluti (La Spezia), 200 m piani - 20"72
- Eliminato in batteria ai campionati italiani assoluti indoor, 400 m piani - 48"36
- Oro ai campionati italiani assoluti indoor, staffetta 4x2 giri - 3'16"29

2025
- Oro ai campionati italiani assoluti indoor, 400 m piani - 46"15

## Altre competizioni internazionali
2024
- 9º al Golden Gala ( Roma), 400 m piani - 45"25
- 7º all'Herculis ( Monaco), 400 m piani - 45"26